# Marty Schottenheimer
Martin Edward Schottenheimer, detto Marty (Canonsburg, 23 settembre 1943 – Charlotte, 8 febbraio 2021), è stato un giocatore di football americano e allenatore di football americano statunitense.
Nel corso della carriera è stato il capo-allenatore di Cleveland Browns, Kansas City Chiefs, Washington Redskins e San Diego Chargers. È l'allenatore ad aver ottenuto il maggior numero di vittorie dal 1966 a non aver mai vinto un Super Bowl (che fu tenuto quell'anno per la prima volta). Fu licenziato dal ruolo di allenatore dei San Diego Chargers nel 2007, dopo averli guidati a un record di 14–2 ma a una deludente eliminazione al secondo turno nei playoff. In seguito fu assunto come allenatore dai Virginia Destroyers della United Football League, dove vinse l'unico campionato della carriera.

## Carriera da allenatore
La carriera di allenatore di Schottenheimer iniziò nel 1974 allenando i linebacker dei Portland Storm della World Football League. Nel 1975 fu assunto come allenatore dei linebacker dei New York Giants della NFL e nel 1977 ne divenne il coordinatore difensivo. Successivamente trascorse le stagioni 1978 e 1979 come allenatore dei linebacker dei Detroit Lions.

### Cleveland Browns
Nel 1980, Marty fu assunto come coordinatore difensivo dei Cleveland Browns. Fu promosso nel ruolo di capo-allenatore a metà della stagione 1984, in seguito al licenziamento di Sam Rutigliano. Schottenheimer sarebbe rimasto coi Browns fino al 1988, con record complessivo di 44-27 (62%) nella stagione regolare e di 2-4 nei playoff. Coi Browns vinse tre volte il titolo della AFC Central division, si qualificò quattro volte per i playoff e per due volte raggiunse la finale della American Football Conference, venendo sconfitto in entrambi i casi dai Denver Broncos.

### Kansas City Chiefs
Schottenheimer trascorse dieci stagioni alla guida dei Kansas City Chiefs, dal 1989 al 1998 con un record nella stagione regolare di 101-58-1, vincendo tre titoli di division, qualificandosi sette volte per i playoff. Come miglior risultato raggiunse la finale della AFC del 1993, con la squadra guidata in campo dal quarterback Joe Montana, perdendo contro i Buffalo Bills. Nel 1995 i Chiefs terminarono con un record di 13-3, vincendo tutte le gare contro gli avversari di division e rimanendo imbattuti in casa, salvo venire eliminati a sorpresa dagli Indianapolis Colts nel secondo turno di playoff. Dopo un deludente record di 7-9 nel 1998, Schottenheimer si dimise da capo allenatore l'11 gennaio 1999.

### Washington Redskins
Dopo aver lavorato come analista per ESPN nel 1999 e 2000, Schottenheimer fu assunto come capo-allenatore dei Washington Redskins per la stagione 2001. I Redskins di Schottenheimer divennero la prima squadra nella storia della NFL a vincere cinque gare consecutive immediatamente dopo aver perso le prime cinque. La squadra vinse otto delle ultime undici gare, mancando per poco i playoff. Malgrado il cambio di rotta, con una controversa decisione il proprietario dei Redskins, Daniel Snyder licenziò Schottenheimer il 13 gennaio 2002 dopo una stagione con un record di 8-8 per fare posto all'ex allenatore della University of Florida Steve Spurrier.

### San Diego Chargers
I San Diego Chargers assunsero Schottenheimer come tredicesimo allenatore della loro storia il 29 gennaio 2002. Con essi ebbe un record totale di 47–33 anche se il successo non fu immediato, terminando con un record di 4-12 nel 2003 che fece loro guadagnare la prima scelta assoluta del draft. Con l'arrivo del quarterback Philip Rivers le cose migliorarono drasticamente l'anno successivo e Marty fu premiato come allenatore dell'anno. Schottenheimer guidò la squadra a due apparizioni ai playoff, per la dodicesima e tredicesima volta della carriera. In entrambi i casi fu però eliminato presto: prima dagli sfavoriti New York Jets nel 2005 e poi dai New England Patriots nel 2007, portando il suo record nei playoff a 5 – 13. Il 12 febbraio 2007 fu a sorpresa licenziato.

### Virginia Destroyers
Nel 2011 i Virginia Destroyers ingaggiarono Marty come general manager e allenatore. Nella sua unica stagione da allenatore con la squadra vinse il titolo battendo in finale i Las Vegas Locomotives. Si dimise poco prima dell'inizio della stagione 2012.

## Palmarès

### Giocatore
- AFL All-Star: 1

1965

### Allenatore
- Campione UFL: 1

Virginia Destroyers: 2011
- Allenatore dell'anno: 1

2004

## Famiglia
Uno dei figli di Schottenheimer, Brian, è il capo-allenatore dei Dallas Cowboys.